# Acronicta juncta
Acronicta juncta là một loài bướm đêm trong họ Noctuidae.